# 하로프로 연수생
하로프로 연수생(ハロプロ研修生)은 여성 아이돌 가수에 소속된 헬로! 프로젝트에서 데뷔를 목표로 하는 15명의 연수생들이다. 예능사무소 업프런트 프로모션 소속.

## 멤버

### 하로프로 연수생
- 아사노 유리카 - 최연장자
- 미야코시 치히로
- 오오츠보 마노
- 요시다 히카리
- 스기하라 메이사
- 핫토리 루아
- 사카모토 아오이
- 스즈키 모아
- 이시카와 하나노
- 네모토 카린
- 미야자키 리호
- 오오노 아이리
- 히구치 아이카
- 소메야 사라 - 최연소
- 아오키 유나

## 출연

### 텔레비전
- 하로드리 (2020년 4월 5일 ~ , 테레비도쿄)

## 작품

### 싱글
- 彼女になりたいっ!!! (2012년 10월 27일)
- 天まで登れ! (2013년 6월 12일) - 하로프로 연수생 feat. Juice=Juice 명의
- おへその国からこんにちは／天まで登れ! (2013년 12월 21일) - DVD 싱글
- 可憐な合唱団 (2014년 3월 14일) - 연극여자부「우리 귀여운 소년 합창단」극중 노래 CD
- 演劇女子部「ネガポジポジ」オリジナルサウンドトラック (2016년 12월 7일) - 11월 3일, 이케부쿠로 시어터 그린에서 선행 판매.
- 演劇女子部「図書館物語～3つのブックマーク～」 オリジナルサウンドトラック (2021년 12월 22일) - 11월 11일, 이케부쿠로 시어터 그린에서 선행 판매.

하로프로 연수생 홋카이도
- リアル☆リトル☆ガール／彼女になりたいっ!!! (ハロプロ研修生北海道 Ver.) (2017년 2월 4일)
- ハンコウキ!／Ice day Party (2018년 7월 11일) - 하로프로 연수생 홋카이도 feat. 이나바 마나카 명의

### 착신 싱글
- Hello! まっさらの自分 (2017년 6월 2일)
- 一尺玉でぶっ放せ! (2017년 6월 30일)
- ありがた迷惑物語 (2017년 9월 8일)

### 앨범
- ① Let's say “Hello!” (2014년 11월 29일)
- Rainbow×2 (2018년 5월 6일)
- 3-STARS (2021년 9월 29일)

### DVD
- 제1회 헬로! 프로젝트 신인 공연 History of Hello! Pro EGG (2007년 5월 13일)
- 하로프로에그 DVD PAMPHLET (2007년 11월 23일)
- 2008 헬로! 프로젝트 신인 공연 9월 ~시바공원 STEP!~ (2008년 11월)
- 하로프로에그 DVD MAGAZINE Vol.1 (2009년 4월 4일)
- 2009 헬로! 프로젝트 신인 공연 6월 ~아카사카 HOP!~ (2009년 9월)
- 오늘은 무슨일? 에그의 날! DVD ~싱크로 퀴즈편~ (2009년 12월 24일)
- 오늘은 무슨일? 에그의 날! DVD ~게임편~ (2009년 12월 24일)
- 하로프로에그 DVD MAGAZINE Vol.2 (2010년 3월 27일)
- 하로프로에그 DVD MAGAZINE Vol.3 (2010년 11월 28일)
- 하로프로 연수생 DVD Magazine Vol.1 (2013년 3월 31일)
- 하로프로 연수생 밀착 2013년 겨울 (2014년 3월 14일)
- 연극여자부「우리 귀여운 소년 합창단」(2014년 8월 27일)
- 연극여자부「네가포포」(2017년 5월 17일)
- 연극여자부「우리들은 가련한 소년 합창단」(2018년 3월 14일)
- Hello! Project 연수생 발표회 2018 6월 ~니시~ (2018년 10월 17일)
- Hello! Project 연수생 발표회 2020 ~여름의 공개 실력 진단 테스트~ (2020년 12월 16일)
- Hello! Project 연수생 발표회 2020 12월 ~빛~ (2021년 4월 21일)
- Hello! Project 연수생 발표회 2021 3월 ~Yell~ (2021년 7월 14일)
- Hello! Project 연수생 2021 첫 단독 라이브 ~에피소드 제로~ (2021년 9월 15일)
- Hello! Project 연수생 발표회 2021 ~봄의 공개 실력 진단 테스트~ (2021년 9월 15일)
- Hello! Project 연수생 발표회 2021 6월 ~Rainbow~ (2021년 10월 13일)
- 연극여자부「도서관 이야기 ~3개의 북마크~」(2022년 3월 16일)
- Hello! Project 연수생 발표회 2022 ~봄의 공개 실력 진단 테스트~ (2022년 9월 14일)
- Hello! Project 연수생 발표회 2022 6월 COLOR ~색채~ (2022년 10월 19일)
- Hello! Project 연수생 발표회 2022 9월 TIME ~시공~ (2023년 1월 25일)
- Hello! Project 연수생 발표회 2023 9월「조엽」(2024년 1월 12일)
- Hello! Project 연수생 발표회 2024 3월「미모사」(2024년 7월 17일)

## 같이 보기
- 헬로! 프로젝트